# Hanburia parviflora
Hanburia parviflora är en gurkväxtart som beskrevs av J. D. Smith. Hanburia parviflora ingår i släktet Hanburia och familjen gurkväxter. Inga underarter finns listade i Catalogue of Life.